# Bistum Norwich
Das Bistum Norwich (lat. Dioecesis Norvicensis, engl. Diocese of Norwich) ist eine in den Vereinigten Staaten gelegene römisch-katholische Diözese mit Sitz in Norwich, Connecticut.

## Geschichte
Das Bistum Norwich wurde am 6. August 1953 durch Papst Pius XII. mit der Apostolischen Konstitution Divina illa Christi aus Gebietsabtretungen des Erzbistums Hartford errichtet und diesem als Suffraganbistum unterstellt.

## Territorium
Das Bistum Norwich umfasst die im Bundesstaat Connecticut gelegenen Gebiete Middlesex County, New London County, Tolland County und Windham County.

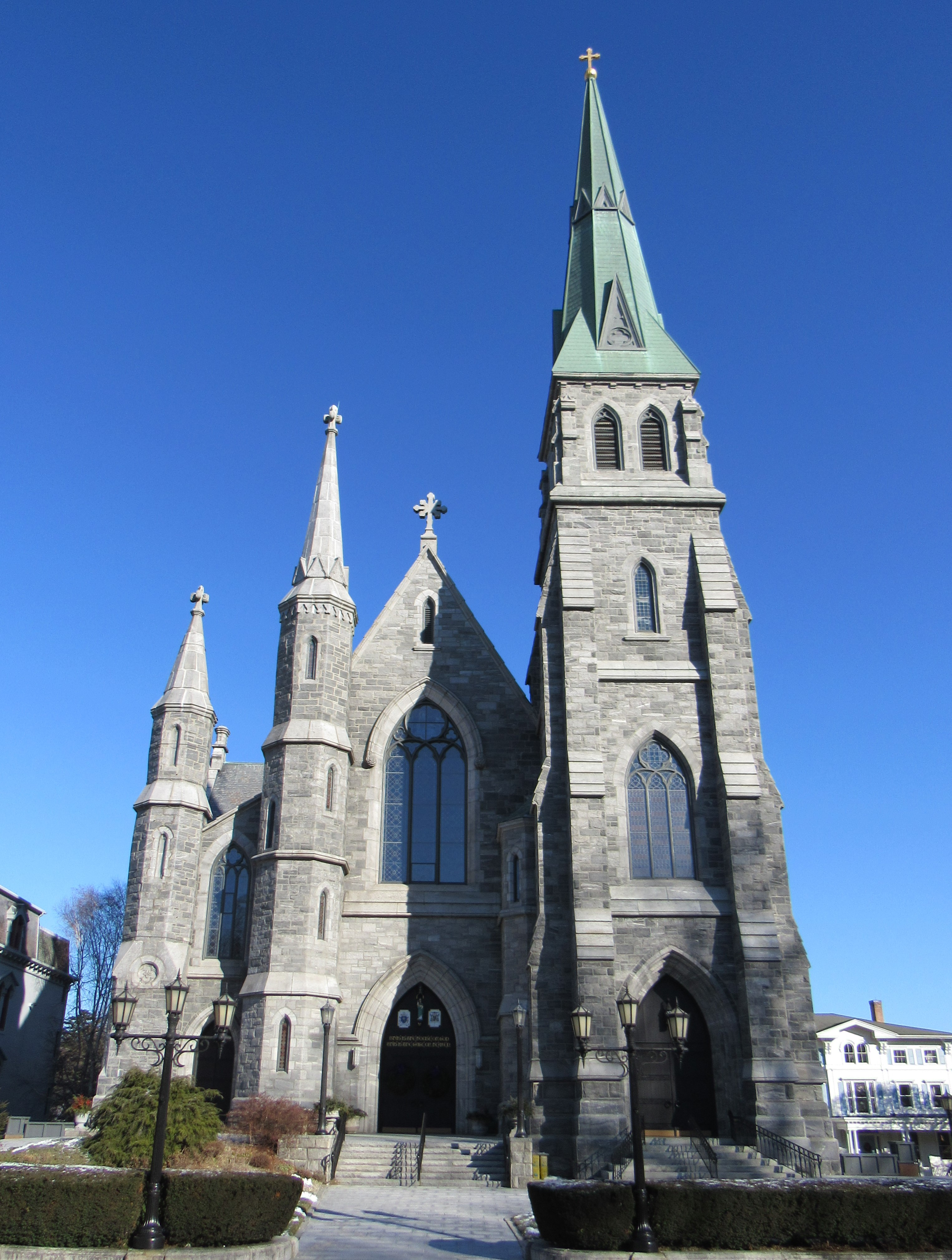
Cathedral of Saint Patrick in Norwich

## Bischöfe von Norwich
- Bernard Joseph Flanagan, 1953–1959, dann Bischof von Worcester
- Vincent Joseph Hines, 1959–1975
- Daniel Patrick Reilly, 1975–1994, dann Bischof von Worcester
- Daniel Anthony Hart, 1995–2003
- Michael Richard Cote, 2003–2024
- Richard Francis Reidy, seit 2025